# 群山港站 (廢站)
群山港站（：／ Gunsanhang yeok */?）曾为韩国铁路群山货物线上的一个车站，位于全罗北道群山市，已于1943年废止。

## 历史
- 1931年8月1日，落成使用[1]。
- 1943年12月1日，因附近的群山埠头站建成，车站停止使用[2]。